# Praszka
Praszkaⓘ (em alemão: Prauskau) é um município no sudoeste da Polônia localizado na voivodia de Opole, no condado de Olesno e é a sede da comuna urbano-rural de Praszka. O rio Prosna flui pelo município.
Historicamente, Praszka pertence à região de Wieluń. No período entre guerras, a cidade pertencia à voivodia de Łódź. Em 1945, voltou a pertencer à reativada voivodia de Łódź. Nos anos de 1975 a 1998, a cidade pertencia administrativamente à voivodia de Częstochowa.
Estende-se por uma área de 9,4 km², com 7 033 habitantes, segundo o censo de 31 de dezembro de 2024, com uma densidade populacional de 753 hab./km².
Praszka é um centro de serviços e industrial; possui fábricas de equipamentos automotivos (Neapco Europa), iluminação, fábrica de máquinas de embalagem e fogões a gás.

## História

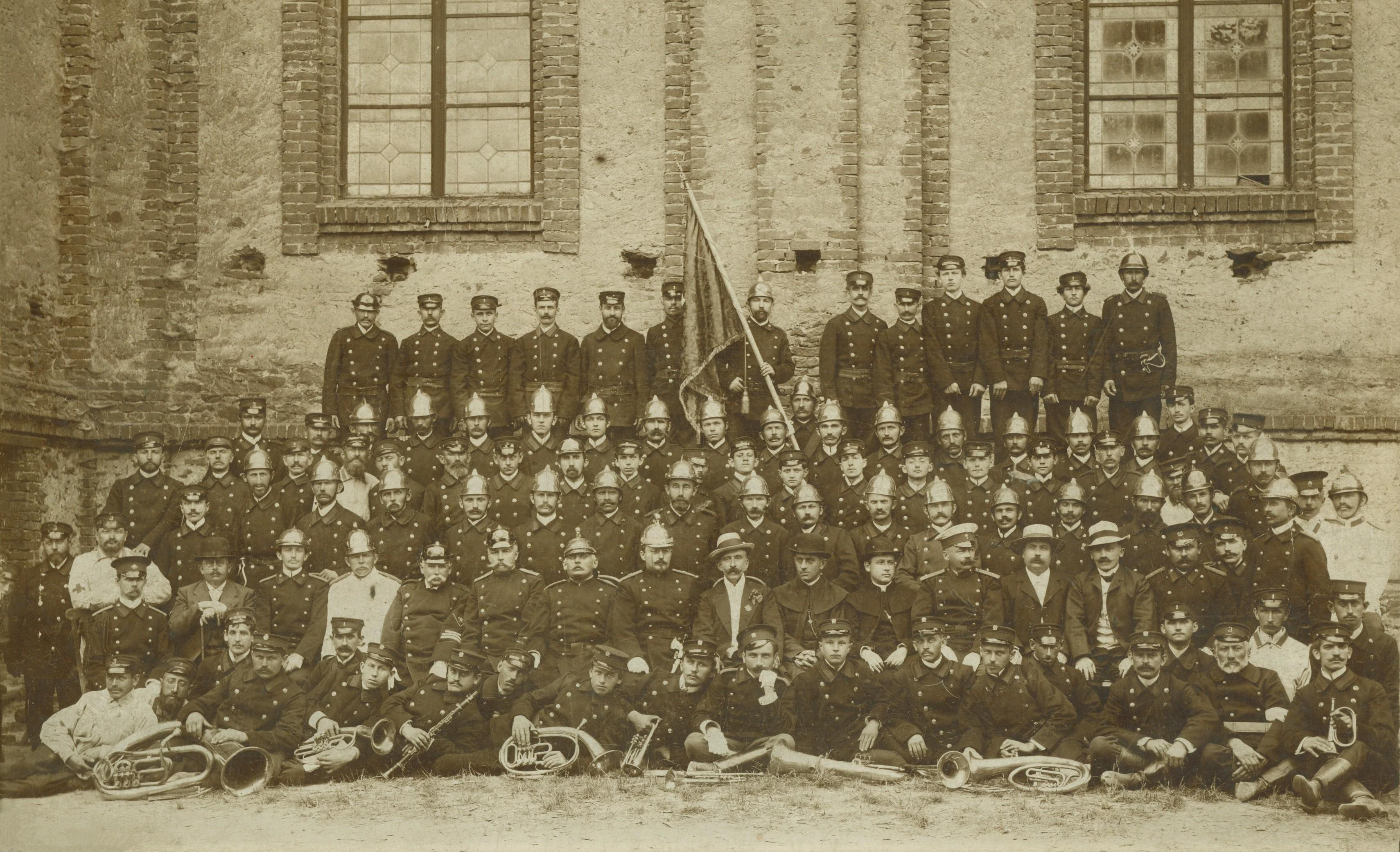
Brigada de bombeiros voluntários — uma das organizações mais antigas de Praszka, fundada em 1882

A cidade pertence historicamente à Terra de Wieluń e foi originalmente associada à Grande Polônia. Tem um registo medieval e provavelmente existe desde o século XIII. As primeiras menções certas da cidade foram registradas em 1392 e 1463, onde foi mencionada como “Praska”..
Recebeu os direitos de cidade em 1392, quando Piotr Kowalski recebeu do rei polonês Ladislau II Jagelão o privilégio de fundar a cidade de Praszka na vila de Michałów. A cidade foi registrada em documentos históricos, legais e fiscais. Em 1563, dois artesãos pagaram 4 grossos em impostos cada. A cidade, por outro lado, pagou a estrada no valor de 4 florins e 24 grossos. Em 1461, Anna Kowalska, a viúva de Piotr, teve um processo judicial com Jan e Andrzej Kowalski por um legado de Michałów e Strojec. Em 1473, João de Praszka cedeu por 333 florins a Wierusz, um alferes da Grande Polônia, 1/3 da cidade e as aldeias de Kowale e Strojec. Em 1497, o rei polonês João I Alberto confiscou a propriedade de Anna Praska e seu marido Marek por não comparecerem à guerra e os deu a Jan Garnisz. Em 1520, a nobreza local e aqueles que cultivavam os campos assentados pagavam ao pároco um dízimo em produtos agrícolas. Os sem-terra e os trabalhadores a domicílio pagavam mesada no valor de 1 grosso.
Em 1507, a paróquia de Praszka foi fundida com as paróquias de Kowale e Strojec. Em 1520, foi construída a igreja da Assunção da Bem-Aventurada Virgem Maria e uma escola municipal. Conforme o registro de recrutamento do condado de Wieluń, em 1552 a cidade pertencia à família Praski. Documentos registram um moinho de água com duas rodas na cidade. Em 1542, Praszka recebeu o dever de manter as pontes sobre o rio Prosna.
No século XV, a população da cidade se dedicava à fundição de ferro em turfeiras. Provavelmente foi originalmente um assentamento de mineração pertencente à aldeia vizinha de Strojec Stradziec. Os primeiros dois séculos de existência da cidade estão associados a um grande desenvolvimento econômico, graças à sua localização na fronteira com a Silésia. O declínio da cidade ocorreu como resultado das guerras dos séculos XVII e XVIII. Em 1620, o rei polonês, Sigismundo III Vasa, ficou na cidade e, a pedido dos habitantes da cidade, ele concederia privilégios para criar guildas de ofícios.
Após a segunda partição da Polônia, a cidade ficou inicialmente sob o domínio prussiano. Nos anos de 1807 a 1815, do Ducado de Varsóvia, e a partir de 1815, com a terra de Wieluń, nas fronteiras do Reino da Polônia na partição russa.
O Dicionário Geográfico do Reino da Polônia do século XIX menciona-o como um assentamento urbano, um assentamento florestal e uma fazenda situada na versta 21 de Wieluń no condado de Wieluń, na comuna e paróquia de Praszka. Em 1852, um incêndio destruiu toda a cidade, que foi reconstruída de acordo com um novo plano regulatório. Em 1888 havia uma igreja paroquial de tijolos, uma igreja ortodoxa, uma casa de abrigo para 6 pobres, uma escola primária geral, um tribunal distrital, uma estação de correios, uma alfândega na fronteira com a Prússia, um corpo de bombeiros voluntários, uma farmácia, cerca de 250 casas, 60 das quais em alvenaria. Naquela época, a área da cidade habitada era de aproximadamente 3 mil m². Naquela época, a população dedicava-se principalmente à sapataria e carpintaria. No que diz respeito às fábricas industriais, existia na cidade um moinho a vapor e vários pequenos curtumes.
Durante a Revolta de Janeiro, em 11 de abril de 1863, ocorreu uma escaramuça entre os insurgentes e o exército russo, conhecida como a Batalha de Praszka. Sete anos após a queda da Revolta de Janeiro, em 1870, Praszka perdeu seus direitos de cidade sob a repressão czarista. Ela os recuperou em 1919, após a Primeira Guerra Mundial, durante a qual foi ocupada pelo Império Alemão, nas fronteiras da Segunda República Polonesa.
Após recuperar a independência, a cidade tornou-se a área de fronteira da Segunda República Polonesa, e o posto da Guarda Aduaneira “Praszka”, ficou estacionado na cidade e, após a reorganização, a Guarda de Fronteira da primeira linha “Praszka”.
Em 18 e 19 de janeiro de 1945, Praszka foi capturada pelas tropas soviéticas.

## Demografia
Praszka está subordinada ao Serviço de Estatística em Opole, filial em Prudnik.
Conforme os dados do Escritório Central de Estatística da Polônia (GUS) de 31 de dezembro de 2024, Praszka é uma cidade pequena com uma população de 7 033 habitantes (16.º lugar na voivodia de Opole e 474.º na Polônia), tem uma área de 9,3 km² (31.º lugar na voivodia de Opole e 646.º lugar na Polônia) e uma densidade populacional de 753 hab./km² (12.º lugar na voivodia de Opole e 431.º lugar na Polônia). Nos anos 2002-2024, o número de habitantes diminuiu 16,4%.
Os habitantes de Praszka constituem cerca de 11,53% da população do condado de Olesno, constituindo 0,75% da população da voivodia de Opole.
| Descrição                         | Total      | Total   | Mulheres   | Mulheres | Homens     | Homens  |
| --------------------------------- | ---------- | ------- | ---------- | -------- | ---------- | ------- |
| unidade                           | habitantes | %       | habitantes | %        | habitantes | %       |
| população                         | 7 033      | 100     | 3 669      | 52,2     | 3 364      | 47,8    |
| superfície                        | 9,3 km²    | 9,3 km² | 9,3 km²    | 9,3 km²  | 9,3 km²    | 9,3 km² |
| densidade populacional (hab./km²) | 753        | 753     | 393,1      | 393,1    | 359,9      | 359,9   |

## Monumentos históricos

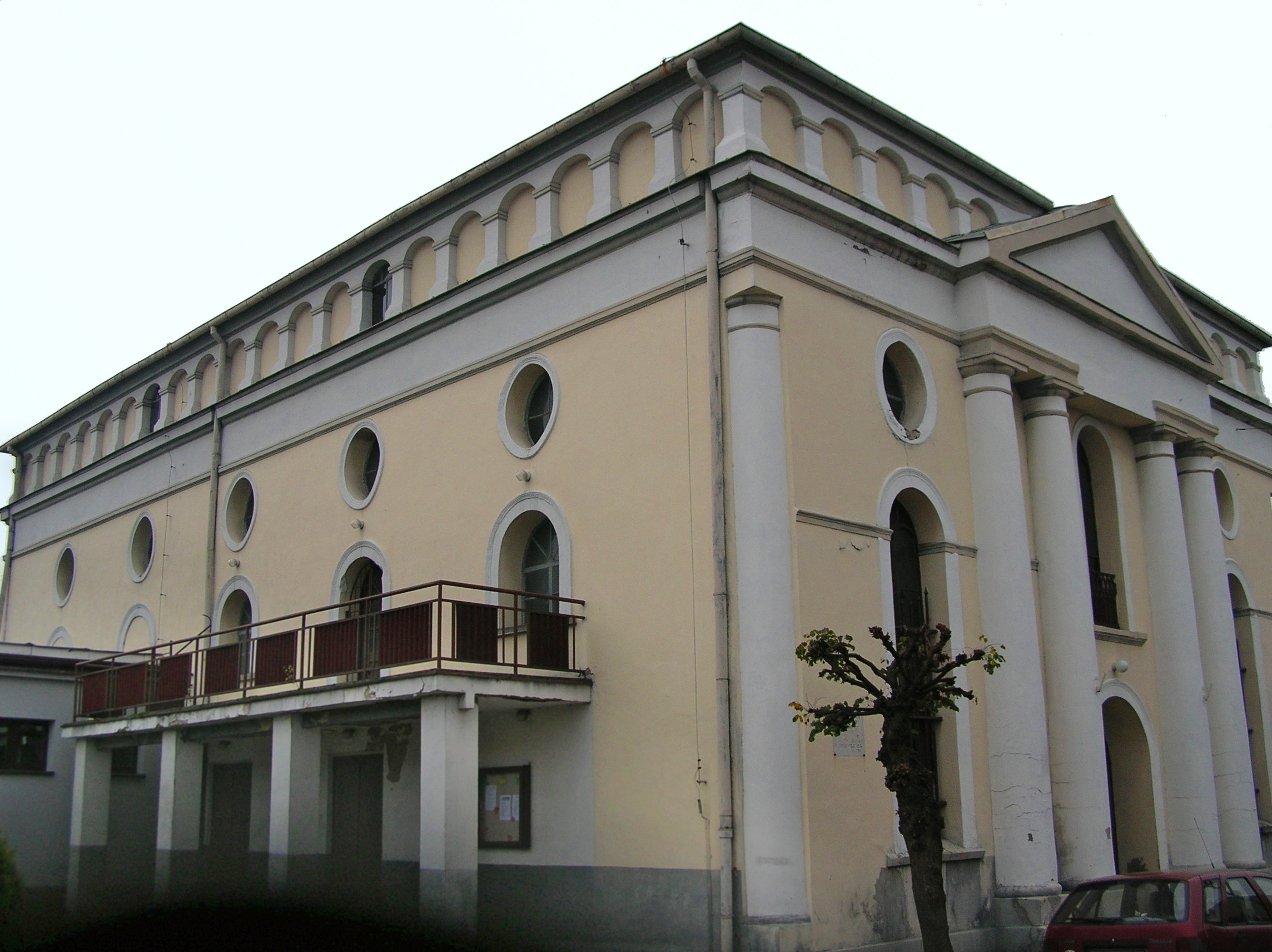
Sinagoga em Praszka

Existem vários monumentos na cidade. Estão inscritos no registro provincial de monumentos:
- Cemitério católico, de 1809
- Sinagoga, hoje um centro comunitário, de meados do século XIX
- Cemitério judeu, de meados do século XIX
- Casa, praça Grunwaldzki 26, meados do século XIX

Outros monumentos:
- Igreja da Assunção da Bem-Aventurada Virgem Maria, tijolos, salão, três naves, construída em 1872 no local de uma anterior de madeira. No interior, encontram-se três altares laterais barrocos dos séculos XVII e XVIII, uma pia batismal barroca, um altar-mor classicista do século XIX. Relicário de prata com relíquias de São Valentim.
- Casas dos séculos XVIII e XIX
- Capela de São João Nepomuceno, tijolos, do século XIX, rua Kaliska
- Castelo de água, tijolos de 1914
- Museu regional com exposições históricas, etnográficas e de ciências naturais.

## Transportes

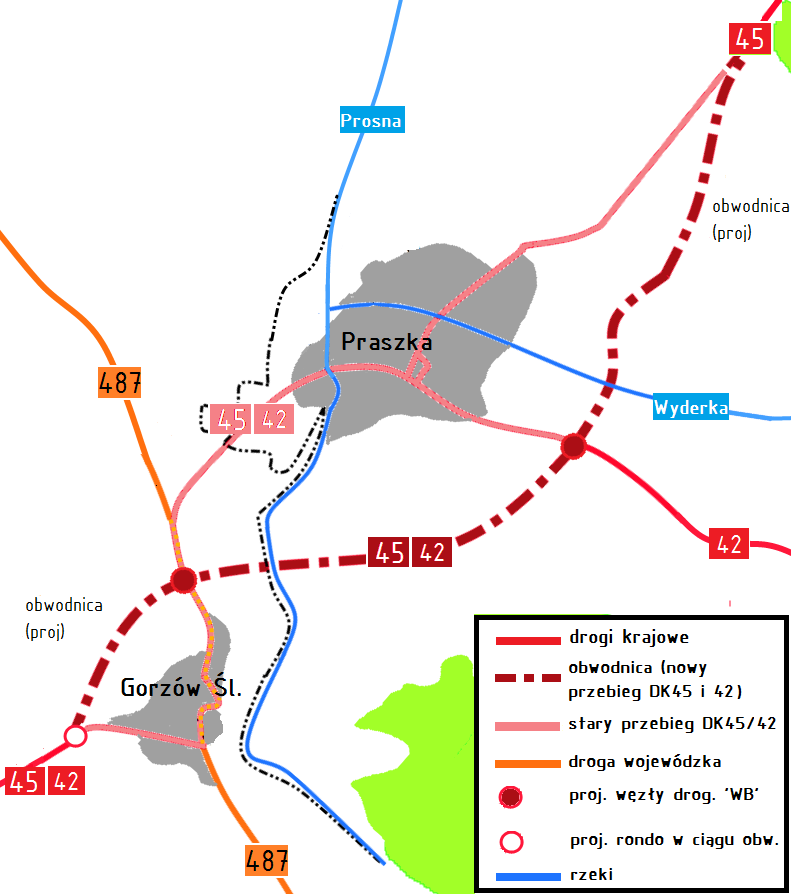
Curso do anel viário planejado

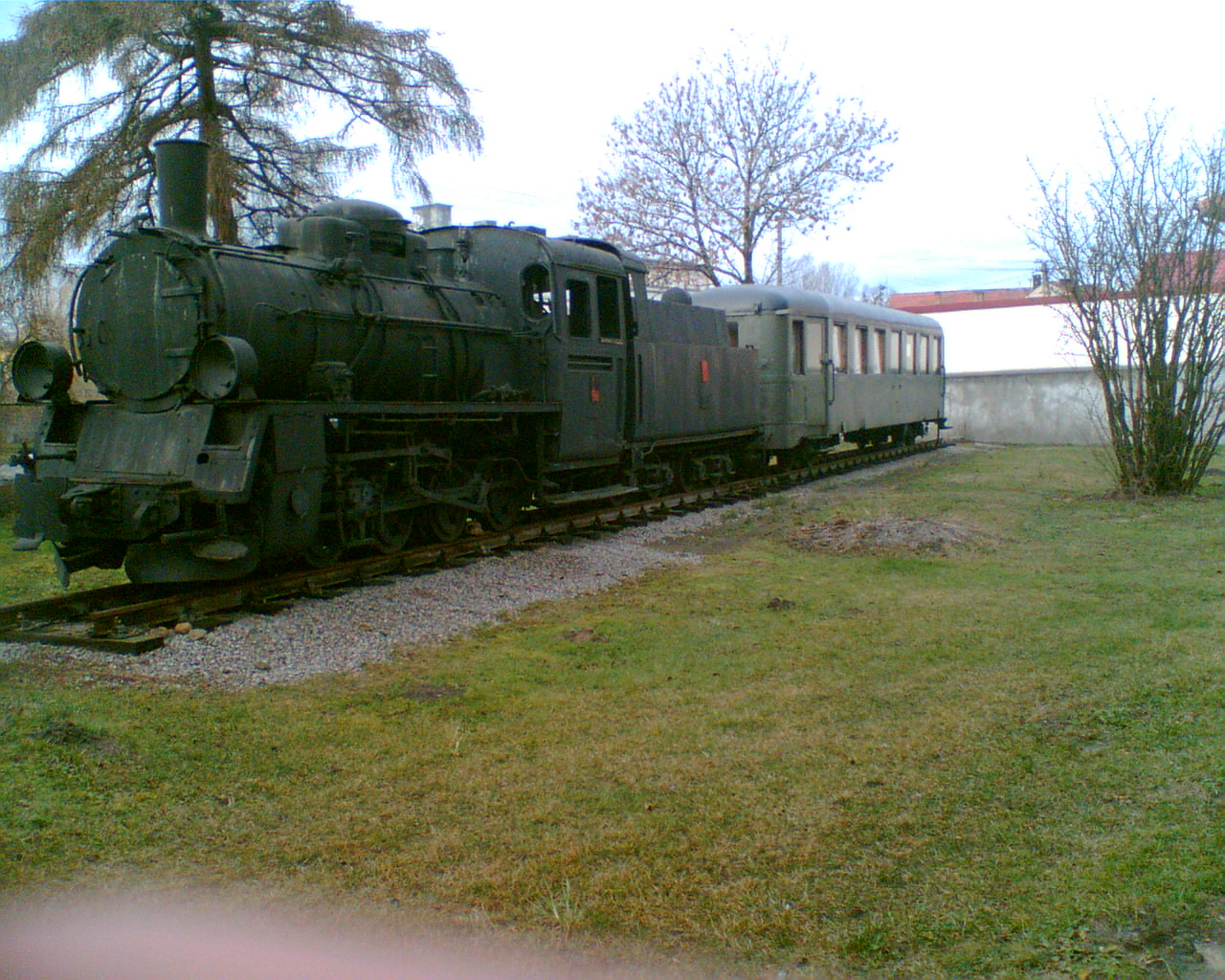
Locomotiva e vagão da ferrovia de acesso Wieluńska fechada estão em exibição no Museu Regional

As seguintes estradas nacionais passam pela cidade:
- Namysłów — Kluczbork — Praszka — Radomsko — Starachowice
- Złoczew — Wieluń — Praszka — Opole — Racibórz

A construção do desvio de Praszka ao longo da estrada nacional n.º 45 estava prevista para os anos 2013–2014, mas as obras foram interrompidas na fase de estudo técnico, econômico e ambiental, que foi adiado para período posterior. De acordo com duas das quatro opções consideradas, a nova rota também será o anel viário da vizinha Gorzów Śląski. Além disso, duas variantes presumem que o novo trecho da estrada será um anel viário para a cidade, não apenas para a estrada nacional n.º 45, mas também para a estrada n.º 42. Em 28 de março de 2019, como resultado de uma licitação, foi selecionada a empreiteira “Mostostal Warszawa S.A.” para a construção do desvio com a qual o contrato foi assinado em 20 de maio de 2019. A decisão de implementação do investimento foi emitida em 11 de dezembro de 2020. O anel viário foi colocado em operação em 25 de abril de 2023.
A linha ferroviária n.º 196 Praszka — Olesno e a ferrovia de acesso Wieluńska de bitola estreita conectando Praszka a Wieluń também passavam por Praszka.
Praszka tem conexões diretas de ônibus para Katowice, Breslávia, Łódź, Opole, Częstochowa, Olesno, Kluczbork e Wieluń. Eles são servidos pela PKS Wieluń, PKS Lubliniec e PKS Częstochowa, PKS Łódź, PKS Opole, bem como pela empresa privada ABX2.

## Educação

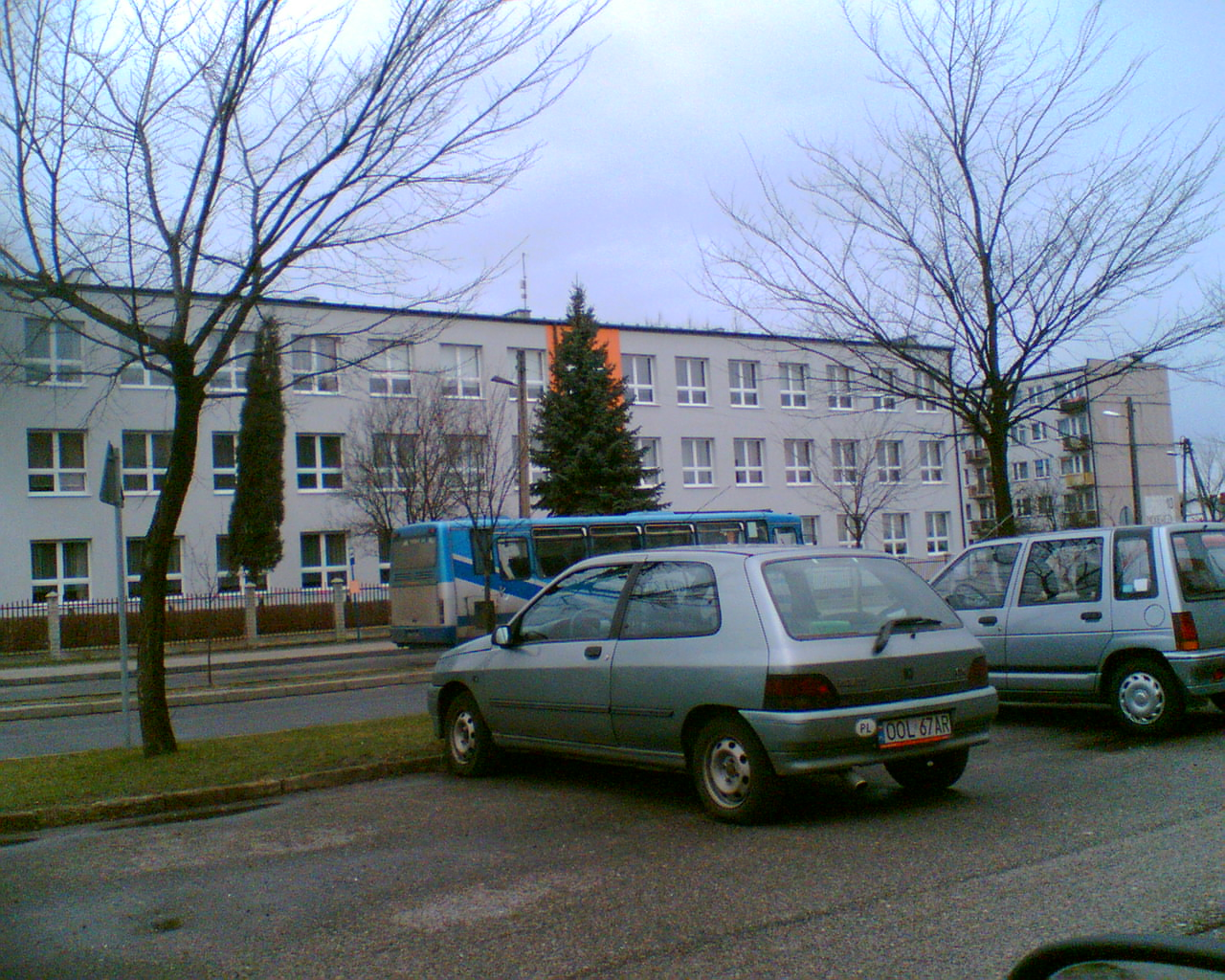
Escola em Praszka

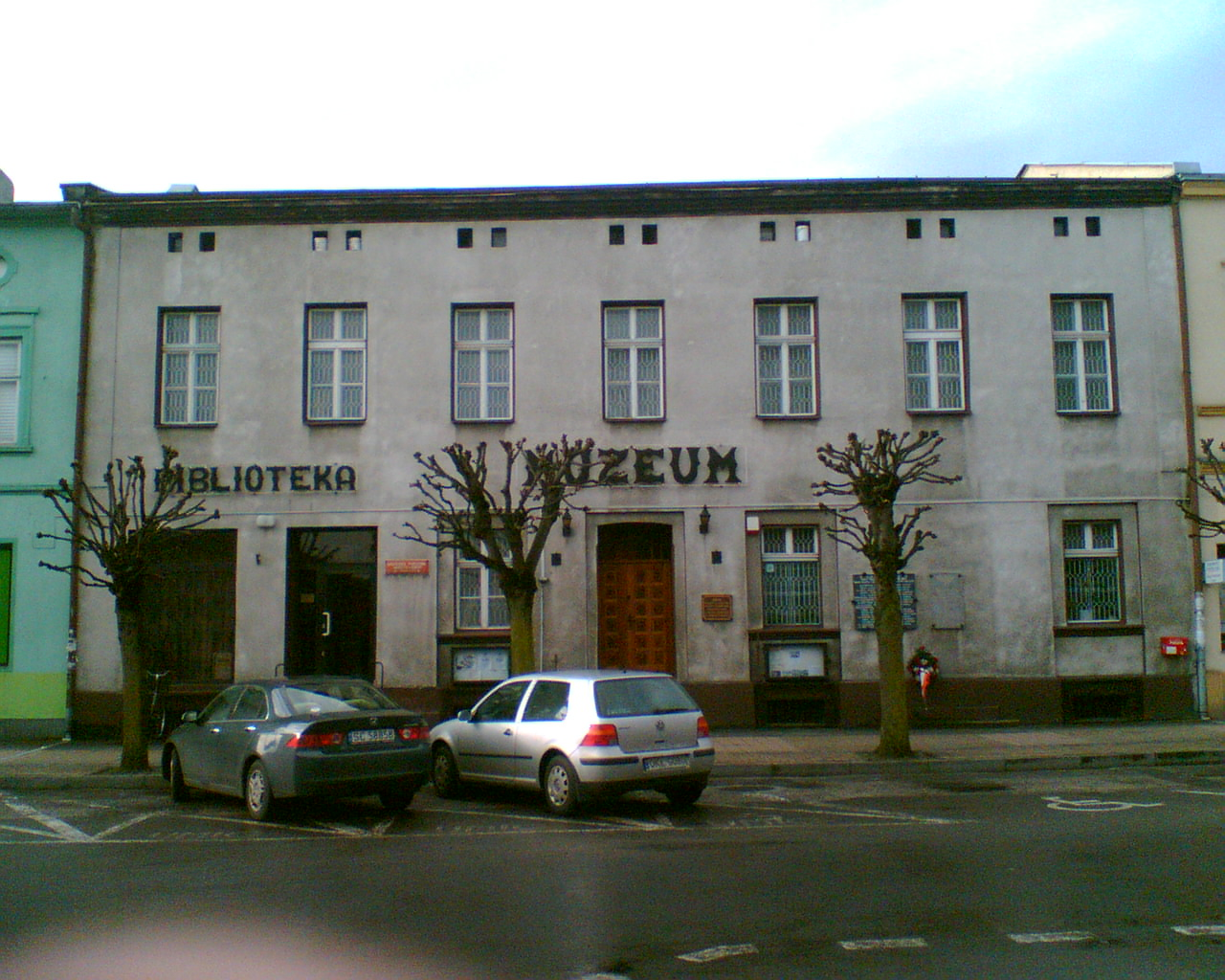
Biblioteca e Museu Regional

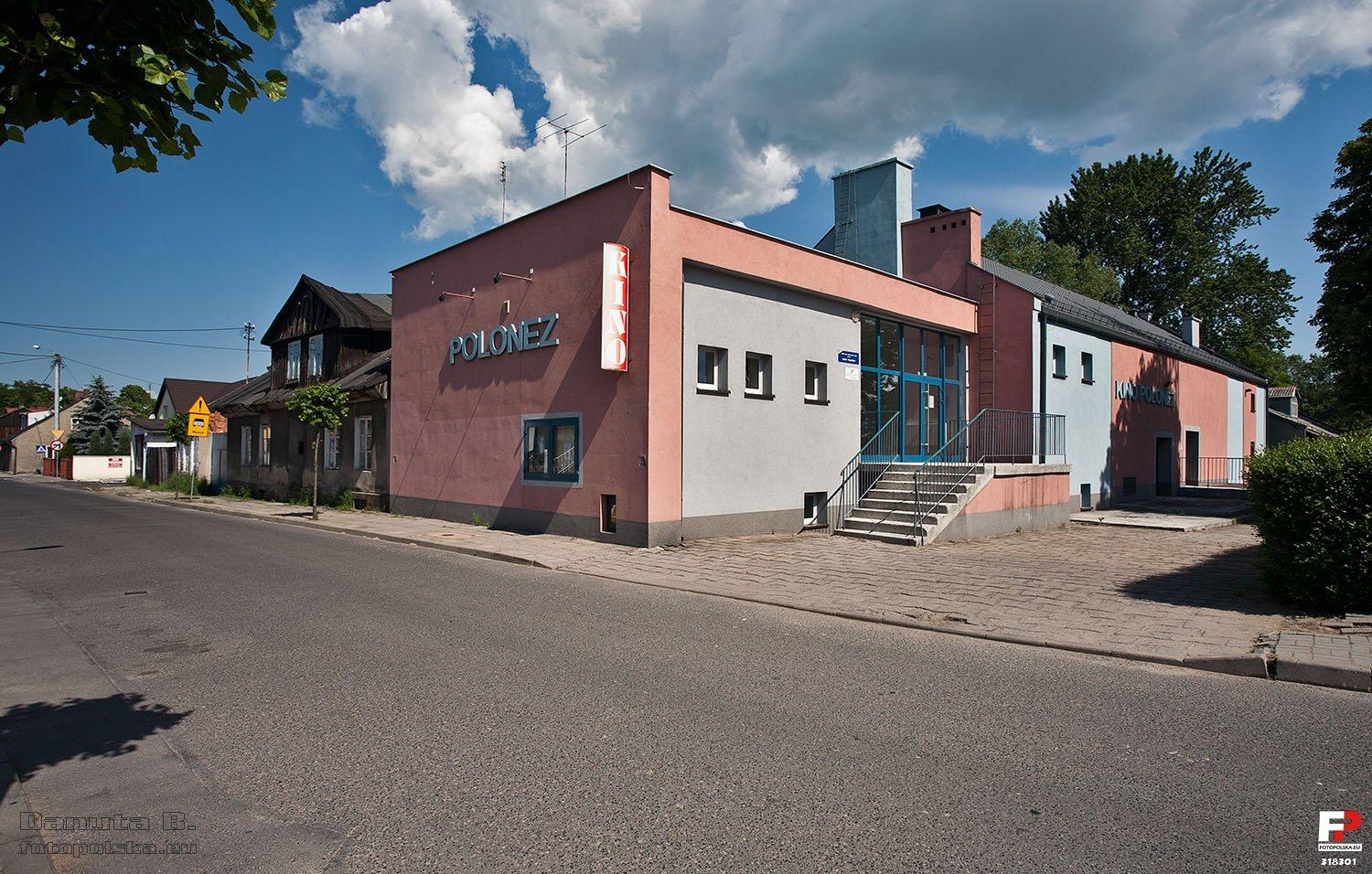
Cine “Polonez”

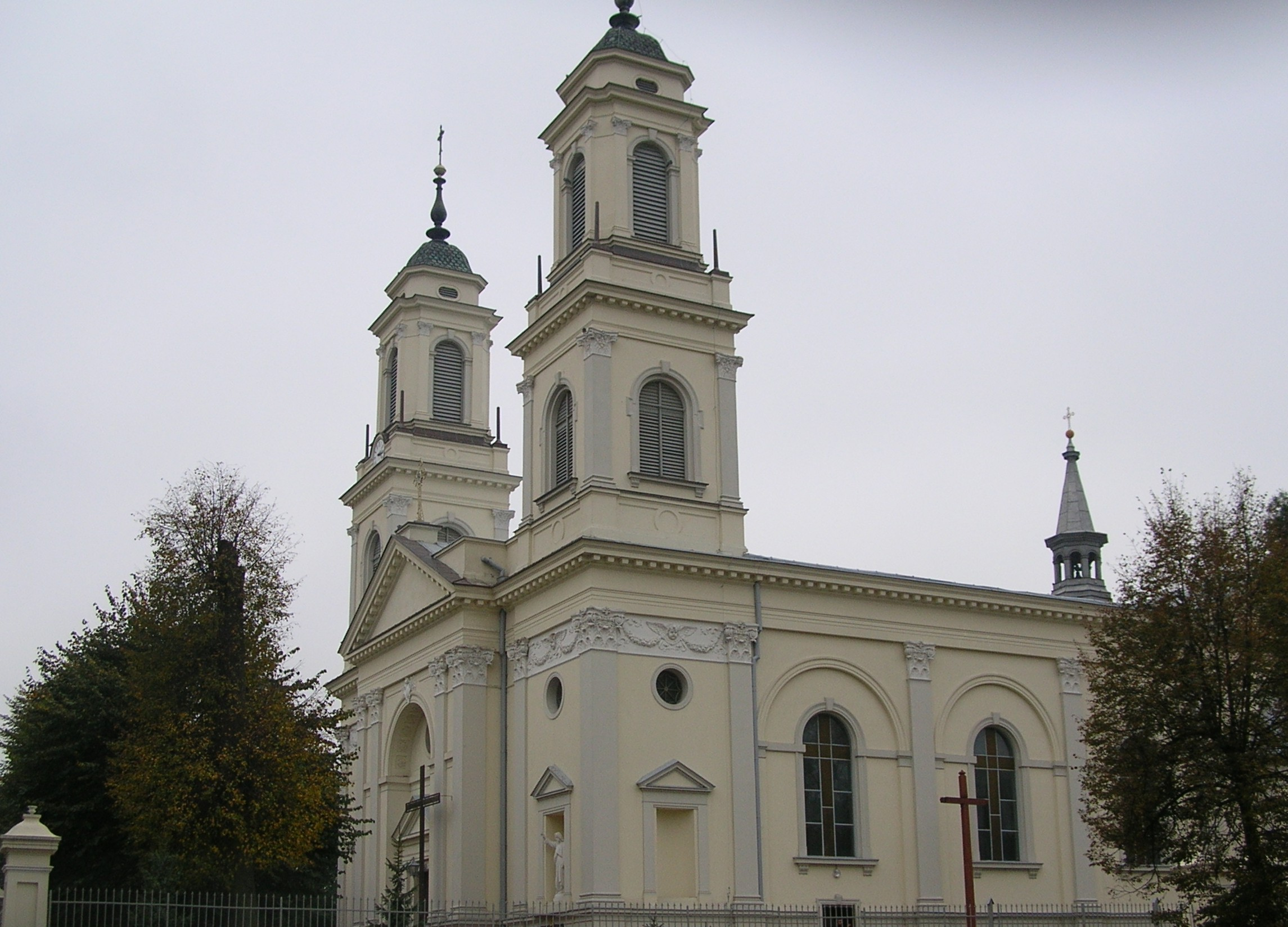
Igreja da Assunção da Bem-Aventurada Virgem Maria

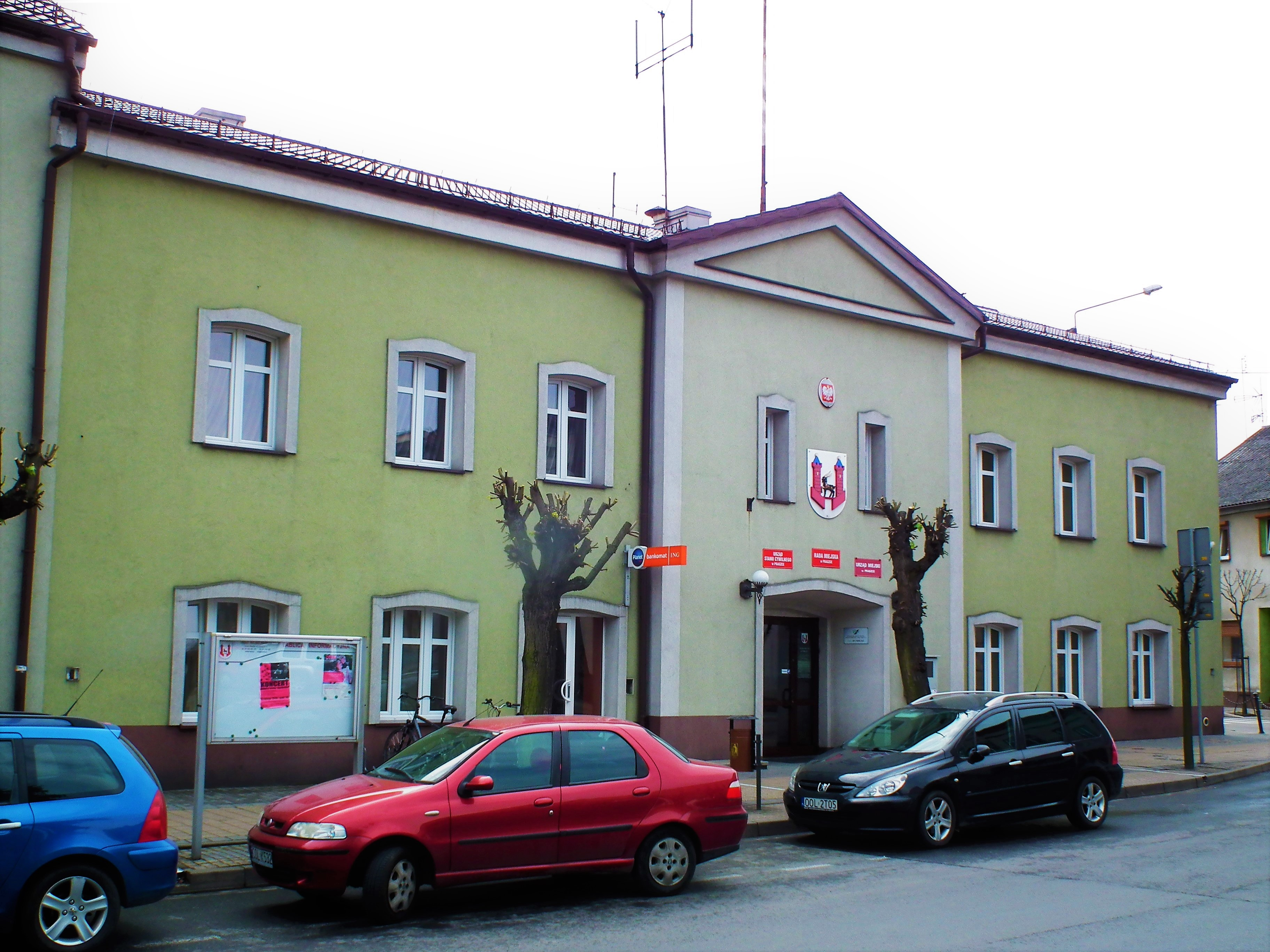
Prefeitura

Em Praszka, existem quatro jardins de infância, quatro escolas primárias, uma escola secundária geral e um complexo de escolas secundárias.
Jardins de infância:
- Jardim de infância público n.º 1
- Jardim de infância público n.º 2
- Jardim de infância público especial n.º 3
- Jardim de infância não público das Irmãs Felicianas

Escolas primárias:
- Escola primária pública n.º 2
- Escola primária pública n.º 3 Cardeal Stefan Wyszyński
- Escola primária pública n.º 4 Wanda Chotomska
- Escola primária pública especial n.º 5

Escolas secundárias:
- Escola secundária Powstańców Śląskich
- Complexo de escolas secundárias[20]

## Esportes
O início do esporte organizado em Praszka remonta a 1928, quando o clube de futebol LZS foi fundado. Em 1969, o LZS Praszka foi promovido à classe A, e o clube foi renomeado para Empresa Desportiva Clube “Motor”.
A equipe obteve o maior sucesso na Copa da Polônia de Futebol, quando após vitórias sobre o Błękitni Kielce e o ROW 1964 Rybnik, foi eliminada, perdendo por 1 × 2 para o Piast Gliwice. Em 1978 ele foi promovido para a 3.ª liga, mas depois de um ano nesta liga, viu-se novamente na classe distrital. Os jogadores foram promovidos à terceira liga na temporada 1983/1984.
Em Praszka há um complexo esportivo Orlik 2012, pavilhão esportivo Kotwica e piscina Nemo.
Há um clube esportivo UKS Lider Praszka. Os jogadores de voleibol desta equipe, liderada por Andrzej Rychter, conquistaram três vezes a medalha de bronze do campeonato juvenil da voivodia de Opole.
Foi também constituída uma equipe de futebol feminino, representada pela Empresa Desportiva Clube “Motor”.

## Serviços uniformizados
- Polícia − Delegacia de Polícia em Praszka[24]
- Polícia Municipal − Gabinete Municipal em Praszka[25]
- Corpos de Bombeiros:
  - Bombeiros Voluntários em Praszka[26]
  - Corpo de Bombeiros Voluntários da Companhia em Praszka[27]
- Guarda Aduaneira − Esquadra da Polícia Aduaneira “Praszka” (1921−1927)[28]
- Guarda de Fronteira − Posto de Guarda de Fronteira “Praszka” (1928−1939)[29]

## Comunidades religiosas
- Igreja Católica na Polônia:
  - Paróquia da Assunção da Bem-Aventurada Virgem Maria
  - Paróquia da Sagrada Família
- Testemunhas de Jeová:
  - Igreja de Praszka (Salão do Reino, rua Mickiewicza 30)
- Igreja Pentecostal
  - Igreja na rua Warszawska 20

## Administração

### Divisão administrativa
A área da cidade de Praszki não está dividida em unidades auxiliares da comuna (por exemplo, conjuntos habitacionais ou distritos).
O registro TERYT em Praszka distingue 5 partes integrantes da cidade:
- Colônia perto de Kowale;
- Colônia perto de Rosochami;
- Colônia perto de Rozterek;
- Pilawy;
- Zawisna (em alemão: Grenzwiese)[30]